# Tropidoclonion lineatum
Tropidoclonion lineatum (смугастий вуж) — вид змій родини полозових (Colubridae). Ендемік США. Це єдиний представник монотипового роду Tropidoclonion.

## Опис
Смугасті вужі зазвичай мають довжину до 35 см (враховуючи хвіст), максимальна зареєстрована довжина змії становить 51 см. Голова у них вузька, очі маленькі. Верхня частина тіла оливково-зелена або коричнева, від голови до хвоста через спину йде характерна жовтувато-коричнева або жовта смуга. Подібні смуги йдуть з боків. Посередині нижньої частини тіла є візерунок з подвійних чітко виражених чорних півмісяців. Кілеподібні спинні луски формують 19 рядів посередині тіла, надгубних лусок 5—6.

## Підвиди
Виділяють чотири підвиди:
- Tropidoclonion lineatum annectens Ramsey, 1953;
- Tropidoclonion lineatum lineatum (Hallowell, 1856);
- Tropidoclonion lineatum mertensi H.M. Smith, 1965;
- Tropidoclonion lineatum texanum Ramsey, 1953.

## Поширення й екологія
Смугасті вужі мешкають в центральній частині США, від Іллінойсу, Айови, крайнього південного заходу Міннесоти і крайнього південного сходу Південної Дакоти на південь через схід Колорадо, Канзас, Міссурі та Оклахому до Нью-Мексико і Техасу. Вони живуть на схилах пагорбів у преріях, на дні каньйонів, на лісових галявинах, пустищах та у вологих місцевостях, зокрема поблизу водно-болотних угідь. Зустрічаються на висоті до 2000 м над рівнем моря. Більшу частину часу проводять під камінням, серед опалого листя й повалених дерев, зарившись у ґрунт. Живляться дощовими черв'яками. Яйцеживородні. Виводок з 7—8 змій народжується в серпні. Змійки при народженні досягають 11—12 см завдовжки.